# Bob Cochran
Pour les articles homonymes, voir Robert Cochran et Cochran.
Robert Bruce Cochran, dit Bob Cochran, né le 11 décembre 1951 à Claremont (New Hampshire), est un skieur alpin américain. Barbara Ann Cochran, Marilyn Cochran et de Lindy Cochran skieuse alpine américaine, sont ses trois sœurs.
Père de James Cochran skieur alpin américain. 

## Coupe du monde
- Meilleur résultat au classement général : 8e en 1973
  - 1 victoire : 1 géant

### Saison par saison
- Coupe du monde 1970 :
  - Classement général : 40e
- Coupe du monde 1971 :
  - Classement général : 50e
- Coupe du monde 1972 :
  - Classement général : 29e
- Coupe du monde 1973 :
  - Classement général : 8e
    - 1 victoire en géant : Heavenly Valley
- Coupe du monde 1974 :
  - Classement général : 26e

## Arlberg-Kandahar
- Meilleur résultat : 3e place dans le combiné 1974 à Garmisch